# Mundam Sakti
Mundam Sakti is een bestuurslaag in het regentschap Sijunjung van de provincie West-Sumatra, Indonesië. Mundam Sakti telt 2629 inwoners (volkstelling 2010).